# West Riding County Amateur Football League
West Riding County Amateur Football League là một giải bóng đá Anh nằm ở Yorkshire, thành lập năm 1922, có 3 hạng đấu trong đó có nhiều đội dự bị.
Hạng đấu cao nhất là Premier Division, nằm ở Cấp độ 11 trong Hệ thống các giải bóng đá ở Anh. Silsden, Brighouse Town và Hemsworth Miners Welfare là các đội gần đây nhất thăng hạng từ giải đấu. Silsden thăng hạng năm 2004 khi vô địch Premier Division và chọn thi đấu ở North West Counties League trong khi Brighouse Town và Hemsworth Miners Welfare thăng hạng năm 2008 lên chơi ở Northern Counties East League Division One.
Giải đấu chỉ vận hành 1 hạng đấu cho đến mùa giải 1953–54 season, nhưng sau đó đã mở rộng với quy mô như hiện tại.
Mỗi hạng đấu đều có League Cup riêng, gồm Premier Division Cup, Division One Cup và Division Two Cup.

## Các câu lạc bộ mùa giải 2015–16

### Premier Division
- Campion
- Golcar United
- Halifax Irish
- Huddersfield YMCA
- Hunsworth
- Kirkburton
- Lepton Highlanders
- Littletown
- Lower Hopton
- Ovenden West Riding
- Salts
- Steeton
- Tyersal

### Division One
- Bradford Horton Sports
- Campion Dự bị
- Dalton, Rawthorpe & Moldgreen
- Holmfirth Town
- Honley
- Newsome
- Overthorpe Sports
- Steeton Dự bị
- Ventus & Yeadon Celtic
- Wakefield City
- Westbrook YMCA
- Wibsey

### Division Two
- Bradford
- Golcar United Dự bị
- Littletown Dự bị
- Lower Hopton Dự bị
- Route One Rovers
- Salts Dự bị
- TVR United
- Thornton United

## Các đội vô địch theo từng hạng đấu
| Mùa giải  | Premier             | One                      | Two                  | Three                      |
| --------- | ------------------- | ------------------------ | -------------------- | -------------------------- |
| 1986–87   | Ovenden West Riding | Halifax Irish            | V.A.W. Low Moor      | Collingham Dự bị           |
| 1987–88   | Ovenden West Riding | V.A.W. Low Moor          | Colton               | Bradley Rangers Dự bị      |
| 1988–89   | V.A.W. Low Moor     | Altofts                  | Steeton              | Gatehouse                  |
| 1989–90   | V.A.W. Low Moor     | Ferrybridge Amateurs     | Campion              | Tyersal                    |
| 1990–91   | Brighouse Town      | Aberford Albion          | Tyersal              | Ferrybridge Amateurs Dự bị |
| 1991–92   | Field               | Tyersal                  | Otley Town           | Field Dự bị                |
| 1992–93   | Aberford Albion     | Campion                  | Brighouse Town Dự bị | Phoenix                    |
| 1993–94   | Marsden             | Otley Town               | Phoenix              | Heckmondwike Town          |
| 1994–95   | Brighouse Town      | Farnley W.M.C.           | Greetland            | Holmewood Athletic         |
| 1995–96   | Brighouse Town      | Storthes Hall            | Overthorpe S.C.      | Keighley Shamrocks         |
| 1996–97   | Ovenden West Riding | Hemsworth Miners Welfare | Bay Athletic         | Field Dự bị                |
| 1997–98   | Marsden             | Phoenix                  | Hall Green United    | Phoenix Dự bị              |
| 1998–99   | Storthes Hall       | Bay Athletic             | Lower Hopton         | Trinity Athletic           |
| 1999–2000 | Keighley Phoenix    | Stump Cross              | Silsden              | Campion Dự bị              |
| 2000–01   | Brighouse Town      | Silsden                  | Steeton              |                            |
| 2001–02   | Brighouse Town      | Tyersal                  | Wakefield City       |                            |
| 2002–03   | Silsden             | Hall Green United        | Salts                |                            |
| 2003–04   | Silsden             | Ardsley Celtic           | Halifax Irish Club   |                            |
| 2004–05   | Golcar United       | Eastmoor                 | South Bradford       |                            |
| 2005–06   | Bay Athletic        | Hall Green United        | Meltham Athletic     |                            |
| 2006–07   | Wibsey              | Meltham Athletic         | Bronte Wanderers     |                            |
| 2007–08   | Bay Athletic        | Kirkburton               | Brighouse Town Dự bị |                            |
| 2008–09   | Bay Athletic        | Tyersal                  | Bronte Wanderers     |                            |
| 2009–10   | Bay Athletic        | Steeton                  | Bay Athletic Dự bị   | Huddersfield Y.M.C.A.      |
| 2010–11   | Bay Athletic        | Littletown               | Lepton Highlanders   | Albion Sports Dự bị        |
| 2011–12   | Ovenden West Riding | Lepton Highlanders       | Campion Dự bị        | Littletown Dự bị           |
| 2012–13   | Bay Athletic        | Huddersfield Y.M.C.A.    | Bay Athletic Dự bị   |                            |
| 2013–14   | Ovenden West Riding | Hunsworth                | Dudley Hill Rangers  |                            |
| 2014–15   | Bay Athletic        | Wakefield City           | Honley               |                            |

## Cups

### Premier Division Cup
| Mùa giải | Vô địch             | Tỷ số | Á quân              |
| -------- | ------------------- | ----- | ------------------- |
| 2004–05  | Ovenden West Riding | 2–1   | Tyersal             |
| 2005–06  | Campion             | 2–1   | Brighouse Town      |
| 2006–07  | Campion             | 4–0   | Golcar United       |
| 2007–08  | Campion             | 2–0   | Lower Hopton        |
| 2008–09  | Meltham Athletic    | 5–3   | Bay Athletic        |
| 2009–10  | Albion Sports       | 4–2   | Storthes Hall       |
| 2010–11  | Tyersal             | 1–0   | Ovenden West Riding |
| 2011–12  | Ovenden West Riding | 3–2   | Bay Athletic        |
| 2012–13  | Ovenden West Riding | 3–0   | Steeton             |
| 2013–14  | Ovenden West Riding | 2–0   | Campion             |

### Division One Cup
| Mùa giải | Vô địch              | Tỷ số | Á quân                 |
| -------- | -------------------- | ----- | ---------------------- |
| 2004–05  | Littletown           | 5–2   | Lower Hopton           |
| 2005–06  | Steeton              | 4–1   | Wakefield City         |
| 2006–07  | Kirkburton           | 2–1   | Littletown             |
| 2007–08  | Kirkburton           | 5–0   | Wakefield City         |
| 2008–09  | Tyersal              | 3–1   | Hunsworth              |
| 2009–10  | Ventus/Yeadon Celtic | 1–0   | Littletown             |
| 2010–11  | Bay Athletic Dự bị   | 5–0   | Overthorpe Sports Club |
| 2011–12  | Lepton Highlanders   | 4–1   | Tingley Athletic       |
| 2012–13  | Halifax Irish Club   | 4–1   | AFC Emley Dự bị        |
| 2013–14  | Wakefield City       | 4–2   | Hunsworth              |
| 2014–15  | Lepton Highlanders   | 1-0   | Wakefield City         |

### Division Two Cup
| Mùa giải | Vô địch                   | Tỷ số         | Á quân                    |
| -------- | ------------------------- | ------------- | ------------------------- |
| 2004–05  | Kirkburton                | 3–1           | Barclays                  |
| 2005–06  | Meltham Athletic          | 7–1           | Crag Road United          |
| 2006–07  | Storthes Hall Dự bị       | 4–3           | Tyersal Dự bị             |
| 2007–08  | Brighouse Town Dự bị      | 4–2           | Storthes Hall Dự bị       |
| 2008–09  | Storthes Hall Dự bị       | 2–1           | Rawdon Old Boys           |
| 2009–10  | AFC Emley Dự bị           | 2–0           | Rawdon Old Boys           |
| 2010–11  | Long Lee                  | 1–1, 5p4      | Lepton Highlanders        |
| 2011–12  | Ovenden West Riding Dự bị | 4–3           | Albion Sports Dự bị       |
| 2012–13  | Ovenden West Riding Dự bị | 3–0           | Salts Dự bị               |
| 2013–14  | Golcar United Dự bị       | 3–1           | Littletown Dự bị          |
| 2014–15  | Bay Athletic Dự bị        | 1–1 (5-4 pen) | Gildersome Spurs Old Boys |